# Anadyrtiefland
Das Anadyrtiefland (russisch Ана́дырская ни́зменность) befindet sich im Autonomen Kreis der Tschuktschen (Ostsibirien) im asiatischen Teil von Russland.
Dort grenzt es im Norden an das Anadyrgebirge und im Osten an den Anadyrgolf im Beringmeer, das der nördlichste Teil des Pazifiks ist. In Richtung Süden schließt sich das Korjakengebirge an. Im Westen geht das Tiefland in das Anadyr-Plateau über. 
Das von Taiga und Tundra beherrschte Anadyrtiefland, das aufgrund des arktischen Klimas nur wenig bewohnt ist, wird vom Anadyr durchflossen. An dessen Trichtermündung liegt die Stadt Anadyr.